# Сосновское сельское поселение (Балтасинский район)
Сосновское се́льское поселе́ние — муниципальное образование в Балтасинском районе Татарстана Российской Федерации.
Административный центр — село Нижняя Сосна.

## История
Статус и границы сельского поселения установлены Законом Республики Татарстан от 31 января 2005 года № 49-ЗРТ «Об установлении границ территорий и статусе муниципального образования "Балтасинский муниципальный район" и муниципальных образований в его составе».

## Население
| 2010  | 2011  | 2012  | 2013  | 2014  | 2015  | 2016  |
| ----- | ----- | ----- | ----- | ----- | ----- | ----- |
| 1050  | ↘1049 | ↗1073 | ↘1064 | ↗1070 | ↗1077 | ↘1068 |
| 2017  | 2018  |       |       |       |       |       |
| ↗1079 | ↗1080 |       |       |       |       |       |

## Состав сельского поселения
| № | Населённый пункт | Тип населённого пункта       | Население |
| - | ---------------- | ---------------------------- | --------- |
| 1 | Нижняя Сосна     | село, административный центр | ↗1079     |